# Germán Díaz

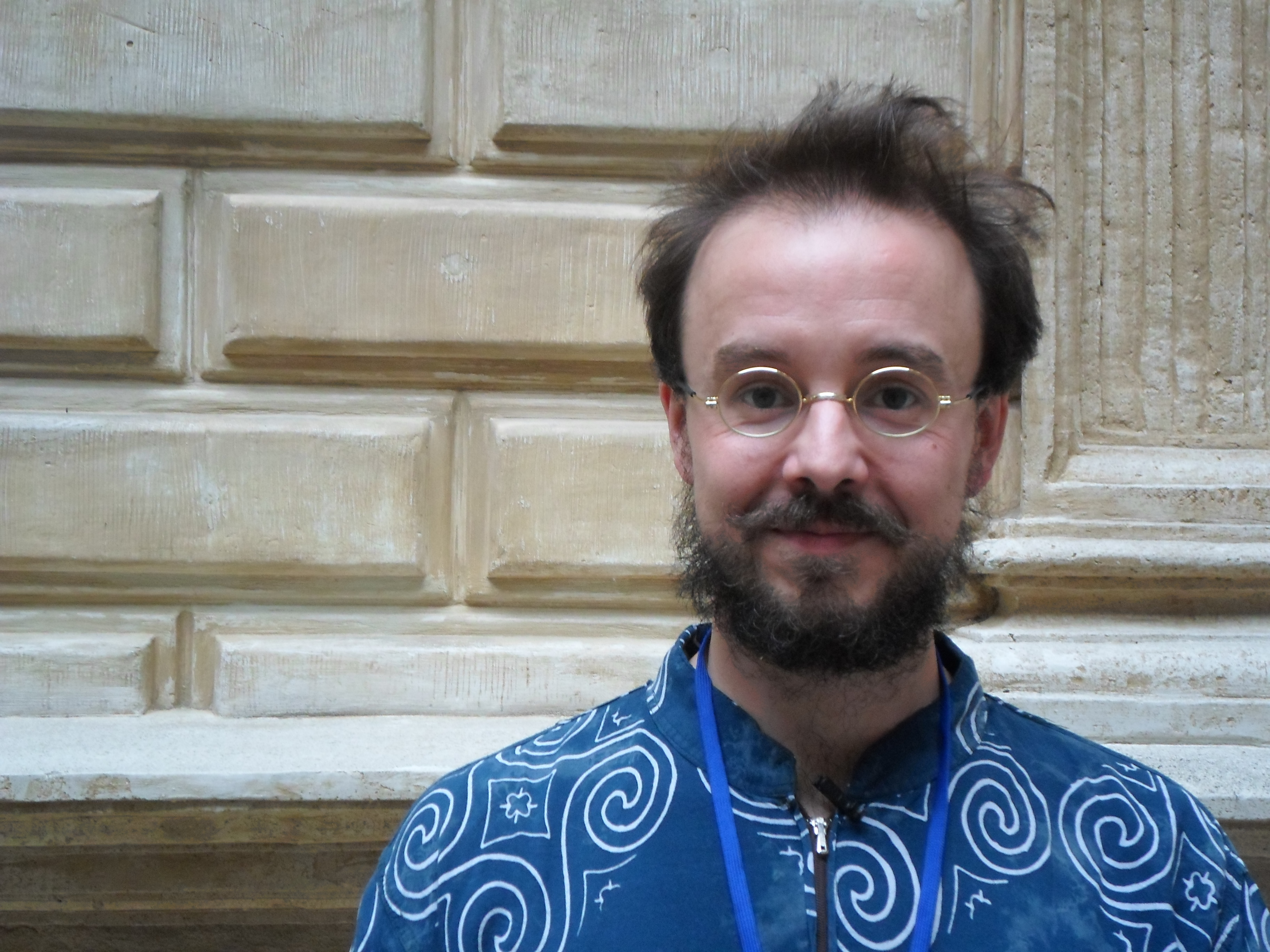
Germán Díaz, 2015

Germán Díaz (* 13. Dezember 1978 in Valladolid, Spanien) ist ein spanischer Komponist und Musiker.

## Leben

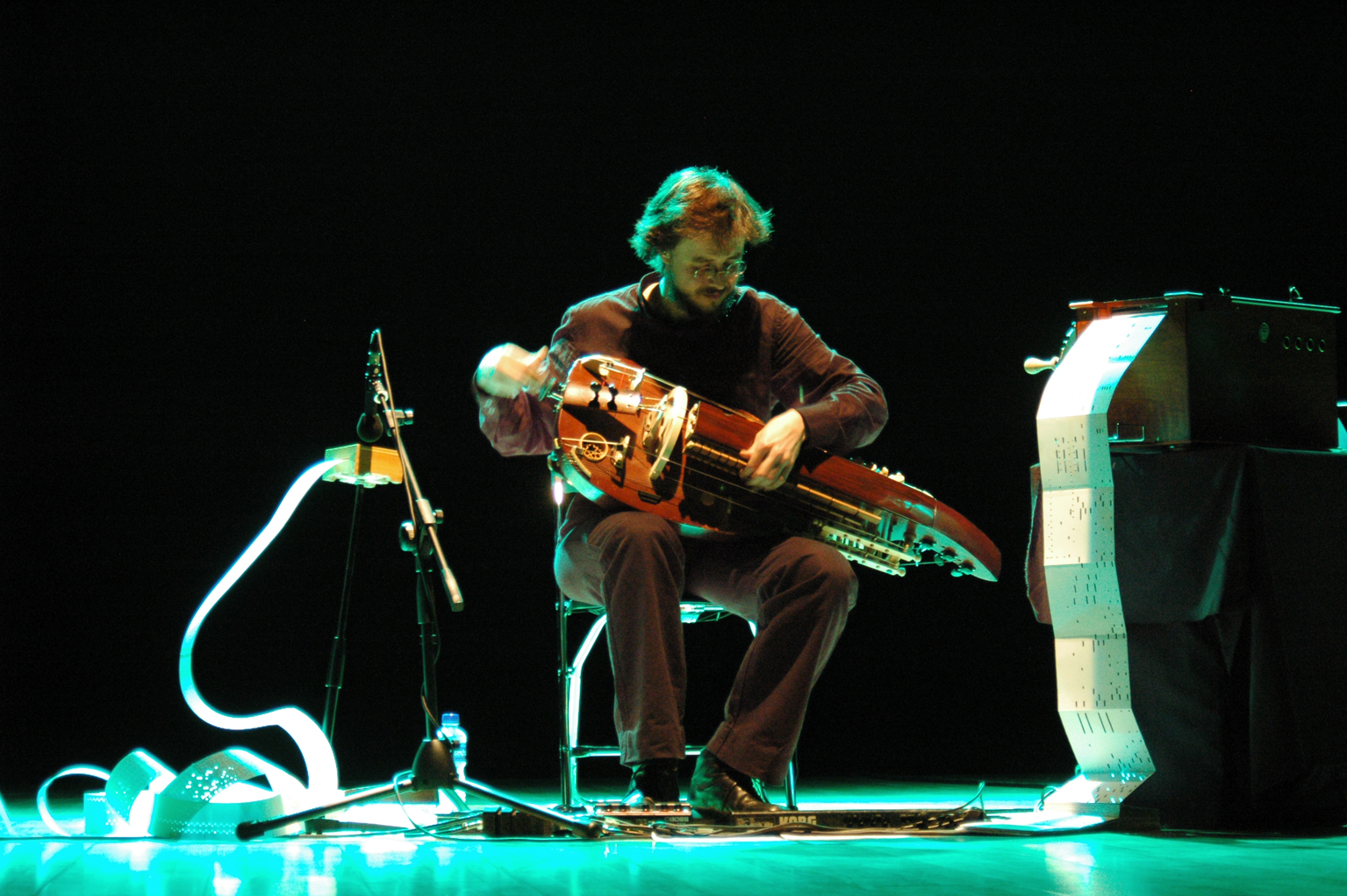
Germán Díaz (Fernando Fuentes)

Germán Díaz studierte, nach musiktheoretischen Studien am Konservatorium und nach einer privaten Gitarrenausbildung, Klassische Philologie an der Universität in Valladolid. Er erhielt Drehleier-Unterricht bei Laurent Tixier, Rafael Martín, Isabelle Pignol, Gilles Chabenat, Patrick Bouffard, Nigel Eaton, Valentin Clastrier, Pascal Leffeuvre und Matthias Loibner. Daneben bekam er Schlagzeugausbildung bei Pedro Estevan und Dimitris Psonis. Er ist Mitglied in den Gruppen Vielistic Orchestra, María Salgado, Uxía, Laio, Nuke Trio, Rao Trio (mit dem Schlagzeuger Diego Martín und dem E-Bassisten Cesar Díez), Oh Trio (mit dem Gitarristen Antonio Bravo und Diego Martín), Brigada Bravo & Díaz (mit Antonio Bravo), Tasto solo (mit Guillermo Pérez (Organetto), David Catalunya (Klaviziterium), Reinhild Waldek (Harfe)). Mit dem Projecto Miño von Baldo Martínez gab er auch Konzerte in Mitteleuropa. Im Jahr 2006 hatte er eine erste Begegnung von Rao Trio mit Ensemble DRAj beim EBU-Festival in Kaustinen (Finnland).
Neben seiner Tätigkeit als  Musiker beschäftigt er sich mit dem Bau von Tabakpfeifen.
Er lebt in Arneiro (Spanien).

## Sound-Tracks
- Musik für den Fernsehspot Fp funciona (Alex Martin), RQR, 2011.
- Musik für den Dokumentarfilm Arte y Álbumes ilustrados (über das Werk des Künstlers Luis de Horna), A mano cultura, 2010.
- Bühnenmusik zu Construcións Clementina, Dígame?, Palimoco Teatro, 2009.
- Musik für den Kurzfilm Os falantes (Eva Alfonso), 2010.
- Bühnenmusik zu Guyi Guyi, Periferia Teatro, 2009.
- Bühnenmusik zu Na(s)cer Cansado, sobre H. Michaux (Luciano Amarelo), 2009.
- Musik für den Kurzfilm En mi memoria (Roberto Quintanilla), 2007.
- Bühnenmusik zu La Cama Voladora, Calamar Teatro, 2005.
- Bühnenmusik zu La estrategia de la luz (Adriana Argenta), Azar teatro, 2005.
- Musik für den Werbefilm für das Festival Internacional de las Artes de Castilla y León, Fundación Siglo, 2005.
- Musik für den Dokumentarfilm im spanischen Pavillon bei der Expo Aichi 2005, Nagoya (Japan).
- Bühnenmusik zu Penas x amor perdidas (William Shakespeare), Mallo de Luna Teatro, 2004.
- Bühnenmusik zu Mucho ruido y pocas nueces (William Shakespeare) Regie: Lembit Peterson, 2003.
- Bühnenmusik zu Yes, puede ser...? (Marguerite Duras), La Nave Teatro, 2002.

## CD-Veröffentlichungen
- Irene Aranda, Germán Díaz, Lucía Martínez Tribus (2016)
- Acróbata, Fred martins y Ugia Pedreira, Lonxa Cultural (2011).
- Folkidelia, Folkidelia, Autoproducido (2011).
- Desparafusador de Gominola, Pedro y Pablo Pascual, Xunta de Galicia (2011).
- Fetén Fetén, D. Galaz, Jorge Arribas, Autoproducido (2011).
- Manual de seducción, Marful (2010).
- Abrazo-Abraço, María Salgado, Unión Europea, FEDER (2010).
- Nube de nanas para aspace, vvaa. Nube 1010, Producciones efímeras (2010).
- Benzón, Guadi Galego, Autoeditado (2009).
- Orquesta nacional de jazz de españa Jaleos Sony/BMG (2009).
- Joaquín Díaz Recopilación. CDf (2009).
- Músicas populares de la guerra civil española. Brigada Bravo&Díaz, Producciones efímeras (2009).
- Baldo Martínez Projecto Miño, Karonte (2009).
- El mundo no se acaba, Aínda, Several Records (2009).
- ? (o sea, pi). Nube1008, Producciones efímeras (2008).
- Alí. Marcos Teira, Autoeditado (2008).
- Canciones Populares del S XVI de Francisco Salinas. Joaquín Díaz, CDf (2008).
- Medina sonora. Volumen 6. SUPER HÉROES (2007).
- Dehesario. Acetre. Nufolk (2007).
- Tangosophy, Gorka Hermosa, X-trañas grabaciones (2006).
- Abrecaminos, María Salgado, Autoproducido (2006).
- El Evangelio según mi jardinero, Martín Buscaglia. Love Monk (2006).
- 24 rosas, Diana Navarro, Warner (2006).
- Awen Magic Land, Carlos Soto y María Desbordes, Resistencia (2005).
- Dendrolatrías. Joaquín Díaz, Factoría Autor (2005).
- Dúo de fuego, con Pascal Lefeuvre, CDf80 (2005).
- Spain Where Music Lives, Popkomm 2005, SGAE (2005).
- Un signe en Passant, Maxime Piolot, AIR (2005).
- Sin título, Rao trío. Nube1001 Producciones efímeras (2004).
- Parsifal goes to La Habana. Gateway4M (2004).
- Gran rapsodia de aires populares de galicia, Real banda de Gaitas, RTVE (2004).
- El suéter de Claudia, Fonomusic Warner (2003).
- Fronteira de cegoñas, Anxo Rei, Armando records (2003)
- Poesía necesaria. IV Congeso Internacional de la Lengua. Diputación de Valladolid (2003).
- Trazzeri. Fratelli Mancuso. Openfolk (2003).
- La zanfona. La tradición Musical en España. Tecnosaga (2003).
- Barrunto. Acetre. Promúsica (2003).
- Luneda. Laio, Muxxic (2002).
- Tornando al abellugu'l llar. Brenga Astur, Warner (2002).
- Salmantice. De tu puerta a la mía (2002).
- Romances españoles. Joaquín Díaz, Tecnosaga (2002).
- Zona acústica I, Baldo Martínez cuarteto acústico, Xingra (2001).
- A ti, querido cochino, Nuevo Mester de Juglaría (2001).
- Canciones Populares de Salamanca, Gabriel Calvo, Vaivén producciones (2000).
- ¡¿Peroquésexto?!. La Carraca, La fábrica de Ideas Música (2000).
- Andar andola. Tradere, La fábrica de Ideas Música (2000).
- I si…?. Toni Xuclà, Música Global (1999).
- Romances del cid. Joaquín Díaz. PNEUMA (1999).
- César cuenca „bichito“, tin records (1998).
- Siete modos de guisar las berenjenas. María Salgado. Nubenegra (1998).
- Del romancero segoviano. Nuevo Mester de Juglaría. RTVE (1998).
- En valladolid de abajo. Vanesa Muelas, GAM (1996).
- En clave de folk, Albehaca, GAM (1995).

## Preise
- 2009 Músicas populares de la Guerra Civil Zweitbeste Jazz-CD vergeben von der Zeitschrift Cuadernos de Jazz.
- 2009 Músicas populares de la Guerra Civil Beste internationale CD vergeben von der japanischen Zeitschrift Jazz Tokio.
- 1999 Racimo de Oro-Preis für seine herausragende Sammlung und Verbreitung traditioneller Musik.